# 내털리 J. 로브
내털리 J. 로브(Natalie J. Robb, 1974년 12월 3일 ~ )는 스코틀랜드의 배우이다.

## 출연 작품
- 쉐퍼드 - 보더 패트롤 (2008)
- 닥터스 (2000)
- 웨이킹 더 데드 (2000)
- 홀비시티 시즌1 (1999)
- 이스트엔더스 (1985)
- 더 빌 (1984)